# Rox
Rox – lekki menedżer plików dla Linuksa. Oprócz podstawowej funkcji jaką jest przeglądanie folderów, oferuje on również możliwość stworzenia pulpitu oraz paneli. Służy także do odtwarzania płyt.